# San Giacomo in Augusta
San Giacomo in Augusta, även benämnd San Giacomo degli Incurabili, är en kyrkobyggnad i Rom, helgad åt den helige aposteln Jakob. Kyrkan är belägen vid Via del Corso i Rione Campo Marzio och tillhör församlingen San Giacomo in Augusta.
Tillnamnet ”Augusta” avser kyrkans närhet till Augustus mausoleum. ”Incurabili” kommer av det intilliggande sjukhusets ursprungliga namn, Archispedale dei Poveri Incurabili. 

## Kyrkans historia
Den nuvarande kyrkan uppfördes mellan 1592 och 1600 på uppdrag av kardinal Antonio Maria Salviati. Kyrkan ritades av Francesco da Volterra och byggprojektet leddes av Carlo Maderno. Fasaden i återhållsam barock har toskanska pilastrar i den nedre våningen och korintiska pilastrar i den övre. Maderno ritade de bägge kampanilerna, vilka är placerade på ömse sidor om absiden.

## Interiören
Kyrkan har en elliptisk grundplan. Högaltarmålningen utgörs av Francesco Grandis Den heliga Treenigheten från 1862. Takfresken är utförd av Silverio Capparoni och framställer Den helige Jakobs förhärligande.
Kyrkan har sex sidokapell, tre på var sida.

### Höger sida
Det första sidokapellet på höger hand är invigt åt den korsfäste Kristus och hyser ett träkrucifix från 1800-talet. I det andra kapellet finns 1400-talsikonen Santa Maria dei Miracoli, infogad i en högrelief, utförd av Pierre Legros den yngre år 1716. Det tredje kapellets altare har målningen Kristi dop av Il Passignano.

### Vänster sida
Första kapellet till vänster är invigt åt Vår Fru av Rosenkransen, medan det andra är invigt åt aposteln Jakob och har en skulptur i vit marmor av aposteln, utförd av Ippolito Buzzi. Det tredje och sista kapellet på vänster hand är invigt åt Jesu heliga hjärta och hyser altarmålningen Kristus uppenbarar sig för den heliga Marguerite-Marie Alacoque.

## Titelkyrka
San Giacomo in Augusta stiftades som titelkyrka av påve Franciskus år 2014.
Kardinalpräster
- Chibly Langlois (2014–)

## Bilder
| - Gravyr som visar San Giacomo in Augusta med tvillingkampanilerna. Till höger ses kyrkan Gesù e Maria. - Ikonen Santa Maria dei Miracoli. |